# Louis Scott
	Henry Louis (Louis) Scott (Paterson, 16 november 1889 – onbekend), was een Amerikaanse atleet.

## Biografie
Scott nam deel aan het atletiek op de Olympische Zomerspelen 1912, zijn enige deelname aan een OS en won bij het nummer 3.000 meter voor teams de gouden medaille. Op de 5000 en 10.000 meter haalde hij de finale.

## Persoonlijke records
| Onderdeel | Prestatie | Jaar |
| --------- | --------- | ---- |
| 5000 m    | 15.06,4   | 1912 |
| 10.000 m  | 34.14,2   | 1912 |

## Palmares

### 3.000 meter team
- 1912:  OS - 9 punten

### 5.000 meter
- 1912: Finale OS -

### 10.000 meter
- 1912: Finale OS -

### Veldlopen
- 1912: 24e OS - 53.51,4

1912: Tell Berna, George Bonhag, Abel Kiviat, Louis Scott, Norman Taber ·
1920: Horace Brown, Michael Devaney, Ivan Dresser, Arlie Schardt, Lawrence Shields ·
1924: Elias Katz, Frej Liewendahl, Paavo Nurmi, Ville Ritola, Eino Seppälä, Sameli Tala